# Elena, Elena, amore mio
Elena, Elena, amore mio è un romanzo scritto da Luciano De Crescenzo nel 1991 e pubblicato da Mondadori. Si tratta di un racconto comico, ambientato nell'ultimo anno della guerra di Troia, raccontato nell'Iliade.
Il libro è stato tradotto in tedesco, catalano, russo, ungherese, neogreco, rumeno e spagnolo.

## Trama
Il giovane principe Leonte, erede al trono della piccola comunità di Creta, parte dalla Grecia verso Troia, poiché è scoppiata la famosa guerra per il rapimento di Elena, moglie di re Menelao di Sparta, da parte del principe troiano Paride, e tutti i principi Achei per giuramento sono chiamati alle armi. Leonte, seguito dal suo maestro, è in realtà alla ricerca del padre Neopulo, re della sua piccola comunità, anche lui partito 9 anni prima verso Troia quando iniziò la guerra, avendo fatto giuramento insieme all'amico Ulisse. 
Durante le varie vicende della guerra, il romanzo ripercorre gli eventi principali dell'anno finale della guerra di Troia, facendo convergere gli incontri di Leonte con fatti riguardanti importanti eroi come Achille (l'ira, il duello con Ettore ecc.), Patroclo (la morte, i giochi funebri  in suo onore) e Agamennone (la lite con Achille, il colloquio con Nestore rcc). Leonte, di animo  pacifista 
e memore dei saggi consigli  del maestro, è sempre nella ricerca del padre, ascolta varie voci dei suoi compagni d'armi, e si convince che il padre sia disgraziatamente morto in battaglia, anche se il vile Tersite un giorno gli confida di conoscere una bella ragazza troiana di nome Ekto, gemella perfetta di Elena, di cui il ragazzo si innamora. Ekto  potrebbe essere la chiave per scoprire  il destino di suo padre. Dopo varie vicissitudini, proprio mentre Troia viene presa e saccheggiata dai Greci, Leonte riesce a trovare il padre nella mischia, riconoscendolo dalle zanne di un cinghiale ucciso anni fa durante una battuta con Ulisse, dono che l'eroe gli fece; il padre si era  appartato con Ekto cercando di rifarsi una vita, ora che la guerra è finita, Leonte e Neopulo tornano verso la Grecia, portandosi anche la bella Ekto. 

## Edizioni
- Luciano De Crescenzo, Elena, Elena amore mio: romanzo, Milano: Mondadori, 1991
- Luciano De Crescenzo, Elena, Elena, amore mio, Novara: Mondadori-De Agostini Libri S.p.A., 1993